# 原尾正紀
原尾 正紀（はらお まさのり、1968年3月3日 - ）は、日本の実業家。株式会社エディア創業者・代表取締役会長、株式会社一二三書房取締役、株式会社ティームエンタテインメント取締役。

## 人物・来歴
神奈川県出身。先祖が九州出身だったので、九州大学工学部に進学し、1990年卒業。同年日産自動車入社。1999年エディアを創業し、代表取締役に就任。 声優、萌えキャラ、麻雀などのおたく向けスマートフォンゲーム開発などを進め、2016年に東京証券取引所マザーズに上場を果たした。2018年エディア代表取締役CEO、ティームエンタテインメント取締役、一二三書房取締役。2019年エディア代表取締役会長。